# Charles-Louis Clérisseau

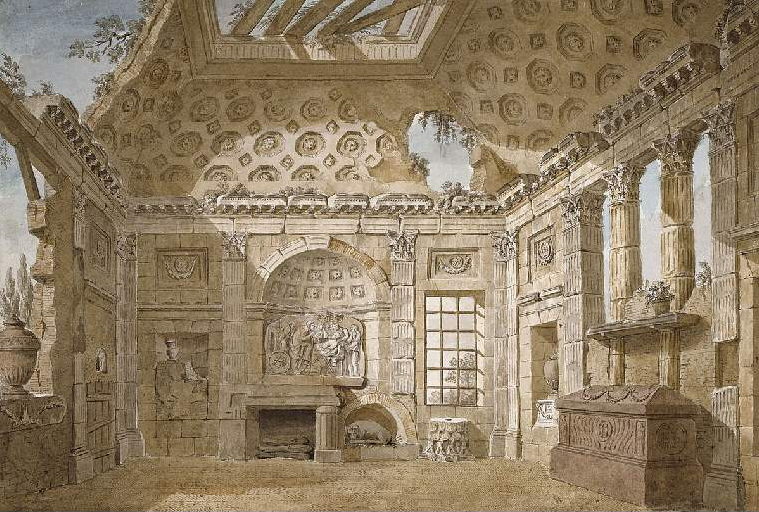
Ruine eines römischen Zimmers, Gouache von Charles-Louis Clérisseau

Charles-Louis Clérisseau (* 1722 in Paris; † 19. Januar 1820 in Auteuil) war ein französischer Zeichner, Maler und Architekt. Er zählt zu den Vorreitern des Klassizismus in England und im übrigen Europa.

## Biographie

### Ausbildung und frühe Reisen
Clérisseau studierte Architektur bei Germain Boffrand an der Académie royale d’architecture in Paris und gewann 1746 den Prix de Rome, konnte aber erst 1749 nach Rom gehen, um dort seine Ausbildung fortzusetzen. Durch den Verkauf von Zeichnungen an britische Grand Touristen lernte er 1755 Robert Adam kennen, den er im Zeichnen unterrichtete. Mit ihm, der bis 1757 in Italien blieb, nahm er eine aktualisierte Neuauflage der Edifices Antiques de Rome von Antoine Desgodetz in Angriff, die allerdings nie fertiggestellt wurde. Stattdessen begleitete er Robert Adam auf eine Reise entlang der Adriaküste, auf der u. a. umfangreiche Aufmaße und Zeichnungen des Diokletianspalastes in Split angefertigt wurden. Die führende Rolle, die Clérisseau dabei gespielt haben muss, wurde von Robert Adam bei der Publikation der Ruins of the palace of the Emperor Diocletian at Spalatro in Dalmatia (London 1764) allerdings weitgehend verschwiegen.
Als 1760 Roberts jüngerer Bruder James Adam nach Italien kam, wurde auch dieser von Clérisseau im Zeichnen unterrichtet und auf seinen Reisen begleitet. Als James Adam nach Schottland zurückkehrte, blieb Clérisseau in Rom, wo er weiterhin zahlreiche Zeichnungen für Touristen anfertigte, auswärtige Besucher in das antike Rom einführte und sie im Zeichnen unterrichtete. Zu seinen wichtigsten Schülern dieser Zeit gehörte Friedrich Wilhelm von Erdmannsdorff auf seiner zweiten Romreise 1765/66, der die klassizistische Architektur in Deutschland begründete. Erhaltene Briefe von Johann Joachim Winckelmann bezeugen dessen Wertschätzung für die archäologischen Arbeiten Clérisseaus. Am 1. Dezember 1763 heiratete Clérisseau Therèse L’Estache, die Tochter eines früheren Leiters der französischen Akademie in Rom.

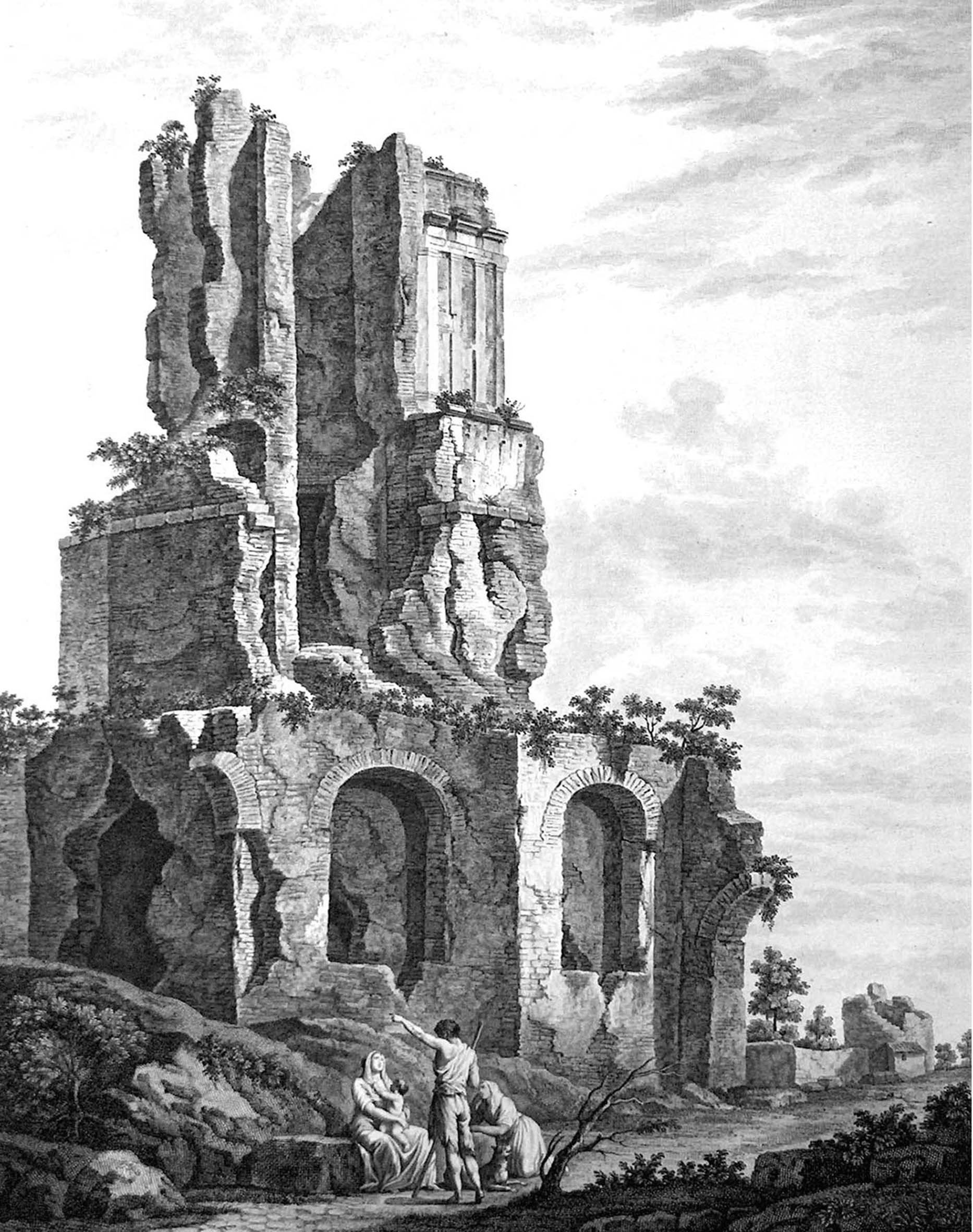
Tour Magne in Nîmes, nach einer Radierung von Charles-Louis Clérisseau

### Südfrankreich
Im Sommer 1767 ging Clérisseau nach Südfrankreich, um die dortigen römischen Ruinen aufzunehmen und ihre Publikation vorzubereiten. Mangels Finanzierung erschien jedoch nur der erste Band der Antiquités de la France, der die Monumens de Nismes (Paris 1778, 2. erw. Aufl. 1804), u. a. mit der Maison Carrée, behandelt. Weitere Bände sollten offenbar die Triumphbögen in Orange und St. Rémy de Provence enthalten.

### Paris und England
1768 kehrte Clérisseau nach Paris zurück, wo er am 2. September 1768 als Architekturmaler in die Académie royale de peinture et de sculpture aufgenommen wurde. Er fand aber zunächst wohl nur geringe Resonanz, so dass er 1771 nach England ging und zunächst in das Atelier der Gebrüder Adam eintrat. Da dort bereits mehrere von Clérisseau ausgebildete italienische Zeichner arbeiteten, lässt sich sein Anteil am Werk der Adams kaum näher bestimmen. 1772–1774 führte er selbständig mehrere Entwürfe für Lord Shelbourne aus. Mehrmals stellte er Antikenveduten in der Society of Artists aus, wo seine Arbeiten freundliche Aufnahme fanden.
Wohl 1773 kehrte Clérisseau nach Paris zurück. Mit den Entwürfen für Räume in zwei Häusern für Laurent Grimod de la Reynière (1737–1790) führte er den Pompejanischen Stil in Frankreich ein.

### Arbeiten für Zarin Katharina II.
Ende 1773 erhielt er von der Zarin Katharina II. den Auftrag, ein Haus im antiken Geschmack für den Park von Zarskoje Selo zu entwerfen. Stattdessen legte er den Plan für einen riesigen Palast vor, der sich an der Villa Adriana und den Diokletiansthermen orientierte, der aber wegen seiner übertriebenen Größe von der Zarin zurückgewiesen wurde. Trotzdem kaufte sie 1779 ein Konvolut von mehr als 1100 Zeichnungen von Clérisseau, der ihr bis 1787 regelmäßig weitere Zeichnungen sandte. Mit etwa 2000 Zeichnungen hat daher die Eremitage (Sankt Petersburg) in St. Petersburg den größten Bestand an Arbeiten dieses Künstlers. 1781 beauftragte die Zarin Clérisseau mit dem Entwurf eines Triumphbogens, den Charles Cameron ausführen sollte. Auch dieser fiel zu groß und aufwändig aus, um gebaut zu werden; jedoch diente er Giacomo Quarenghi als Vorbild für einen 1814 in St. Petersburg gebauten kleineren Bogen. Außerdem ernannte die Zarin Clérisseau zunächst zum Ehrenmitglied der russischen Akademie der Künste und verlieh ihm später den Titel eines Premier Architecte de Sa Majesté Impériale.

### Weitere Arbeiten
Während Thomas Jefferson 1785 als Botschafter der USA in Frankreich diente, ließ er sich von Clérisseau bei den Plänen für das Kapitol des Staates Virginia in Richmond beraten, die sich stark an der Maison Carrée orientierten.
1778 entwarf Clérisseau das monumentale Palais du Gouverneur in Metz. 1792 bat Goethe ihn um einen Entwurf für den großen Saal im Weimarer Stadtschloss, der jedoch nicht ausgeführt wurde.
Nachdem er seit Mitte der 1790er Jahre nicht mehr gearbeitet hatte, sprach ihm Napoleon ab 1804 eine jährliche Pension zu. Louis XVIII. ernannte ihn zum Ritter der Ehrenlegion.

## Bedeutung
Abgesehen von seinen dokumentarischen Arbeiten beschränkte sich Clérisseau als Zeichner und Maler im Wesentlichen auf Veduten antiker Ruinen, sowohl real existierender, häufig aber auch frei erfundener Phantasiegebäude. Bei allen seinen Arbeiten wollte er sich nicht auf die Wiederholung der antiken Monumente beschränken, sondern im Geist der Antike Neues schaffen. Nach Meinung seiner Zeitgenossen ist ihm dies auch weitgehend gelungen. Durch seine Schüler, besonders die Gebrüder Adam und v. Erdmannsdorff, ist Clérisseau einer der Väter der klassizistischen Architektur in England und auf dem Kontinent.